# Kroktjärnen (Edefors socken, Norrbotten, 735770-172640)
Kroktjärnen är en sjö i Bodens kommun i Norrbotten och ingår i Luleälvens huvudavrinningsområde. Sjön har en area på 0,0517 kvadratkilometer och ligger 56,3 meter över havet.

## Delavrinningsområde
Kroktjärnen ingår i det delavrinningsområde (735711-172765) som SMHI kallar för Utloppet av Finnselet. Medelhöjden är 100 meter över havet och ytan är 48,06 kvadratkilometer. Räknas de 1145 avrinningsområdena uppströms in blir den ackumulerade arean 22 004,36 kvadratkilometer. Avrinningsområdets utflöde Luleälven (Stora Luleälven) mynnar i havet. Avrinningsområdet består mestadels av skog (80 procent). Avrinningsområdet har 5,42 kvadratkilometer vattenytor vilket ger det en sjöprocent på 11,3 procent.